# Bonfield
Bonfield és una població dels Estats Units a l'estat d'Illinois. Segons el cens del 2000 tenia 364 habitants.

## Demografia
Segons el cens del 2000, Bonfield tenia 364 habitants, 122 habitatges, i 102 famílies. La densitat de població era de 520,5 habitants/km².
Dels 122 habitatges en un 46,7% hi vivien nens de menys de 18 anys, en un 73% hi vivien parelles casades, en un 10,7% dones solteres, i en un 15,6% no eren unitats familiars. En el 13,9% dels habitatges hi vivien persones soles el 5,7% de les quals corresponia a persones de 65 anys o més que vivien soles. El nombre mitjà de persones vivint en cada habitatge era de 2,98 i el nombre mitjà de persones que vivien en cada família era de 3,26.
Per edats la població es repartia de la següent manera: un 32,1% tenia menys de 18 anys, un 6% entre 18 i 24, un 32,7% entre 25 i 44, un 19,2% de 45 a 60 i un 9,9% 65 anys o més.
L'edat mediana era de 33 anys. Per cada 100 dones de 18 o més anys hi havia 90 homes.
La renda mediana per habitatge era de 49.722 $ i la renda mediana per família de 55.972 $. Els homes tenien una renda mediana de 45.833 $ mentre que les dones 24.000 $. La renda per capita de la població era de 18.531 $. Aproximadament el 2,8% de les famílies i el 2,6% de la població estaven per davall del llindar de pobresa.

## Poblacions properes
El següent diagrama mostra les poblacions més properes.